# Флайшмен, Том
То́мас А́ллен Фла́йшмен (англ. Thomas Allen Fleischman; род. 15 сентября 1951) — американский звукорежиссёр. Лауреат премий «Оскар», BAFTA и «Эмми».
Аллен родился в Нью-Йорке, в семье монтажёра Диди Аллен и продюсера Стивена Флайшмена, и наиболее известен по сотрудничеству с режиссёрами Мартином Скорсезе и Джонатаном Демми. Он был номинирован на четыре премии «Оскар» за работу над фильмами «Красные» (1981), «Молчание ягнят» (1991), «Банды Нью-Йорка» (2002) и «Авиатор» (2004), выиграв одну награду за «Хранителя времени» в 2012 году.

## Избранная фильмография
- «Прокол» (1981)
- «Красные» (1981)
- «Король комедии» (1982)
- «Мир по Гарпу» (1982)
- «Силквуд» (1983)
- «Места в сердце» (1984)
- «После работы» (1985)
- «Пегги Сью вышла замуж» (1986)
- «Дикая штучка» (1986)
- «Малкольм Икс» (1992)
- «Молчание ягнят» (1991)
- «Эпоха невинности» (1993)
- «Прирождённые убийцы» (1994)
- «Каждое воскресенье» (1999)
- «Банды Нью-Йорка» (2002)
- «Авиатор» (2004)
- «Отступники» (2006)
- «Остров проклятых» (2010)
- «Хранитель времени» (2011)
- «451 градус по Фаренгейту» (2018)
- «Фри-соло» (2018)
- «Ирландец» (2019)